# Portulaca sedoides
Portulaca sedoides är en portlakväxtart som beskrevs av Friedrich Welwitsch. Portulaca sedoides ingår i släktet portlaker, och familjen portlakväxter. Inga underarter finns listade i Catalogue of Life.